# 中城镇
中城镇，是中华人民共和国云南省昭通市绥江县下辖的一个乡镇级行政单位。 区域面积241.06平方千米。

## 行政区划
中城镇下辖以下地区：
兴汶社区、凤凰社区、金江社区、田坝村、大沙村、后坝村、凤池村、华峰村、回望村、农业村、良姜村、绍廷村、中村和铜厂村。